# Operace Bronse
Operace Bronse (též Bronze) byl krycí název pro paradesantní výsadek vyslaný během II. světové války z Anglie na území Protektorátu Čechy a Morava. Výsadek byl organizován zpravodajským odborem exilového Ministerstva národní obrany a byl řazen do druhé vlny výsadků.

## Složení a úkol
Desant tvořili velitel nadporučík Bohumír Martínek, četař aspirant František Vrbka a radiotelegrafista desátník Antonín Kubec. Jejich úkolem bylo organizovat odboj a provádět zpravodajskou činnost na území protektorátu a prostřednictvím radiostanice předávat informace do Londýna. Pro tento účel byli vybaveni radiostanicí s krycím názvem Blanka.

Členové paravýsadku Bronse
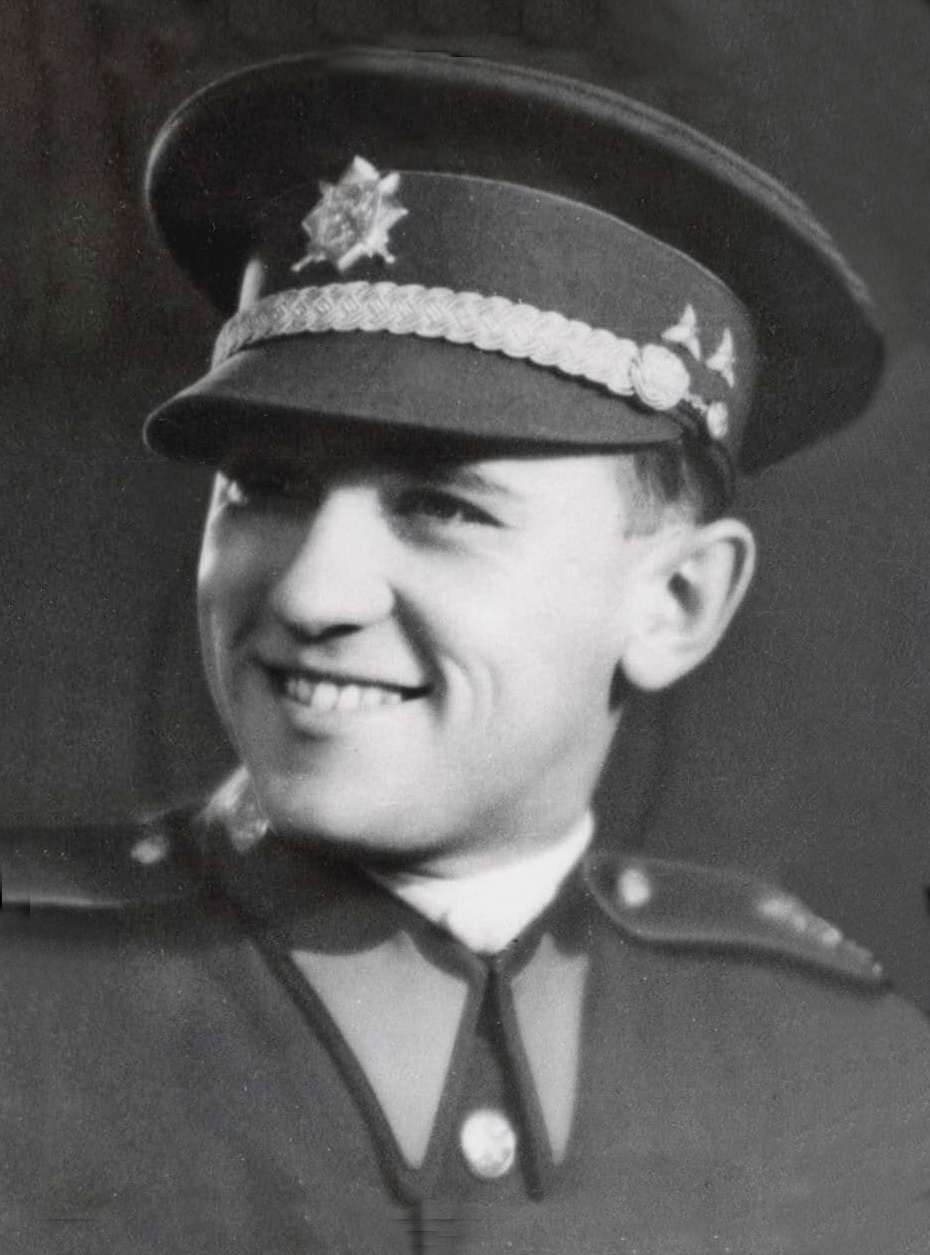
velitel nadporučík Bohumír Martínek
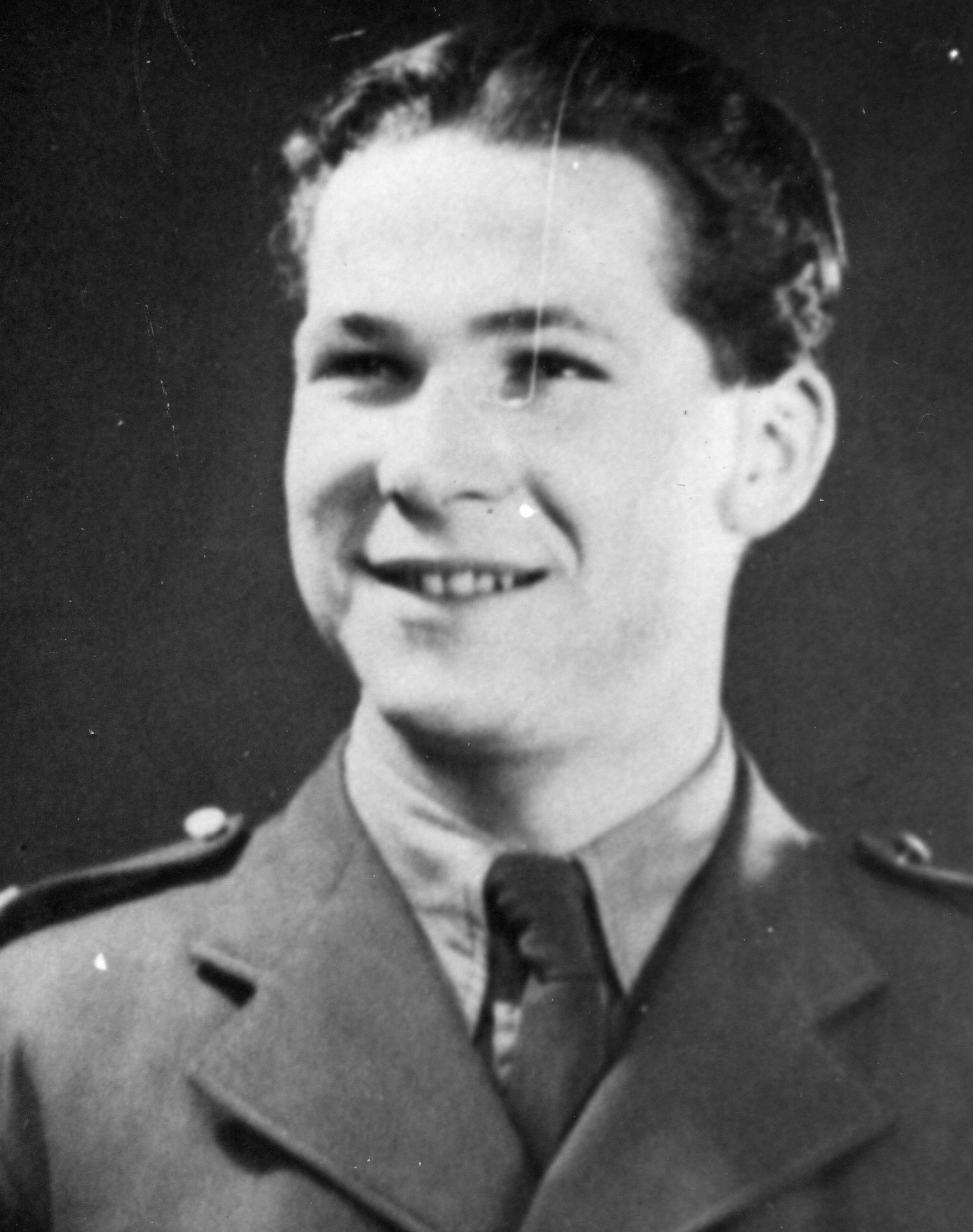
četař aspirant  František Vrbka
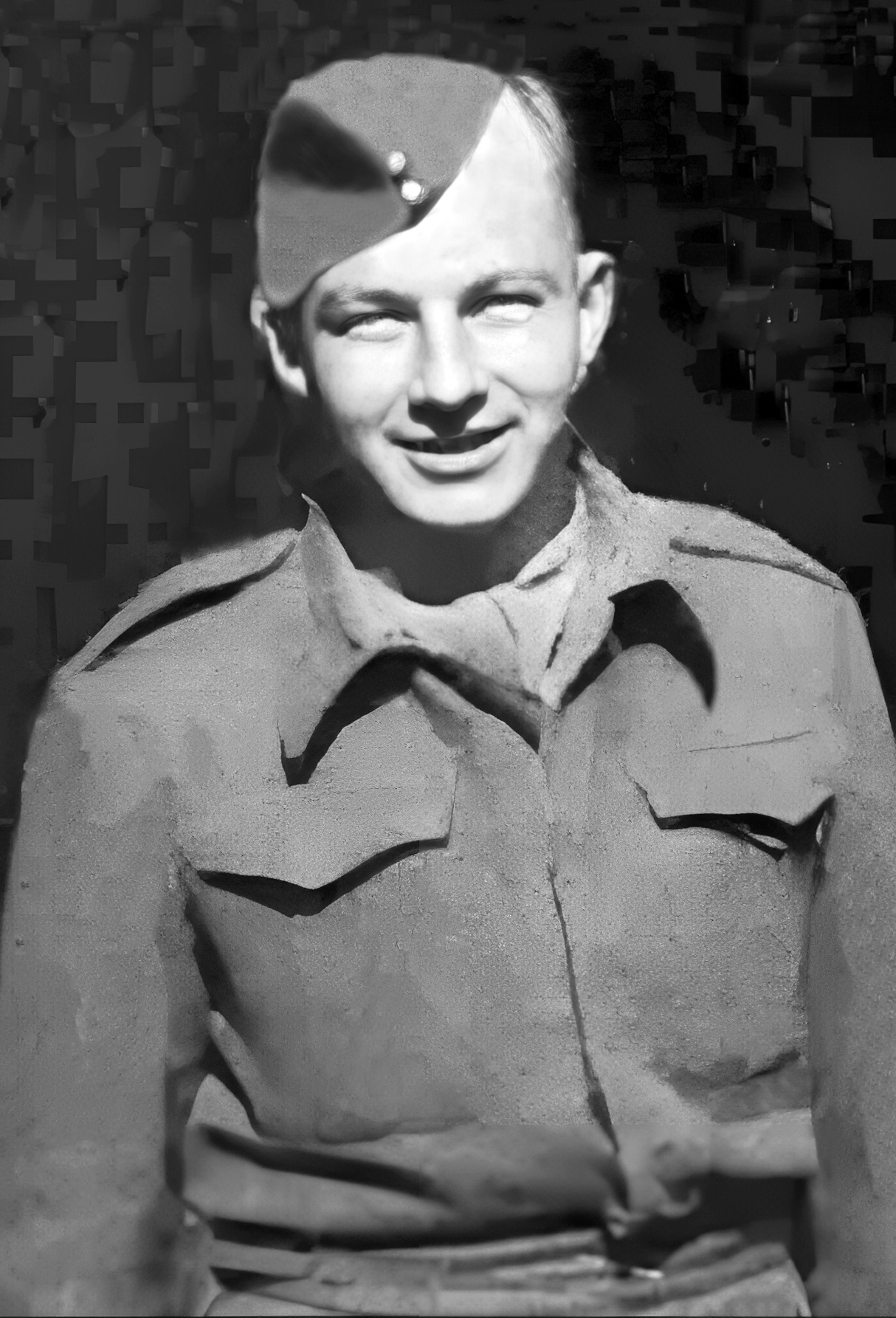
radiotelgrafista desátník Antonín Kubec

Původně byl na pozici radiotelegrafisty Jiří Louda, který si ale při výcviku zranil meniskus. Louda se na konci 60. let 20. století prosadil jako heraldik.

## Činnost
14. března 1943 byl upravený bombardér Halifax Mk II BB281 s imatrikulací NF -O ze stavu 138. squadrony RAF přepravující výsadek zasažen německou protileteckou obranou poblíž Mnichova při návratu z nepovedeného výsadku. Onu noc byl sestřelen další Halifax přepravující výsadek Iridium. Přežil Vrbka a jeden člen posádky letounu. Vrbka byl s těžkými zraněními gestapem převezen do nemocnice v Mnichově. Vrbkův výslech později prováděl Karel Čurda, kterému ale nic neprozradil.
Později byl Vrbka převezen do nemocnice pro příslušníky SS v Praze. Zemřel na následky svých zranění, aniž cokoliv prozradil.
Posádka Halifaxu:
- S/L Christopher Francis Gibson DFC, RAF – pilot – zahynul
- Sgt Malcolm John Hudson RAF – letový inženýr – Zajat a zemřel na následky zranění 11. dubna 1943
- W/OI Douglas Clark Lisson RCAF – 2. pilot – zahynul
- W/O2I Maurice Tellier Peter (Pete)  Myers RCAF – radista/střelec – zahynul
- F/Sgt John Stanley Rigden RAFVR –  navigátor  – zahynul
- Sgt Harold John Sharood RAFVR – střelec  – zahynul
- F/Sgt Arthus Stokes DFM, RAF – radista/střelec – zahynul
- Sgt Leo Peter  Ward RAFVR – střelec – zahynul

Ostatky uhořelých parašutistů byly uloženy na mnichovském hřbitově v Perlacherském lese (Friedhof am Perlacher Forst). Česká republika několik let jednala s bavorskou stranou o přemístění ostatků. V dubnu 2025 ředitel odboru pro válečné veterány a válečné hroby ministerstva obrany Robert Speychal oznámil, že v nejbližší době dojde k jejich převozu do ČR.

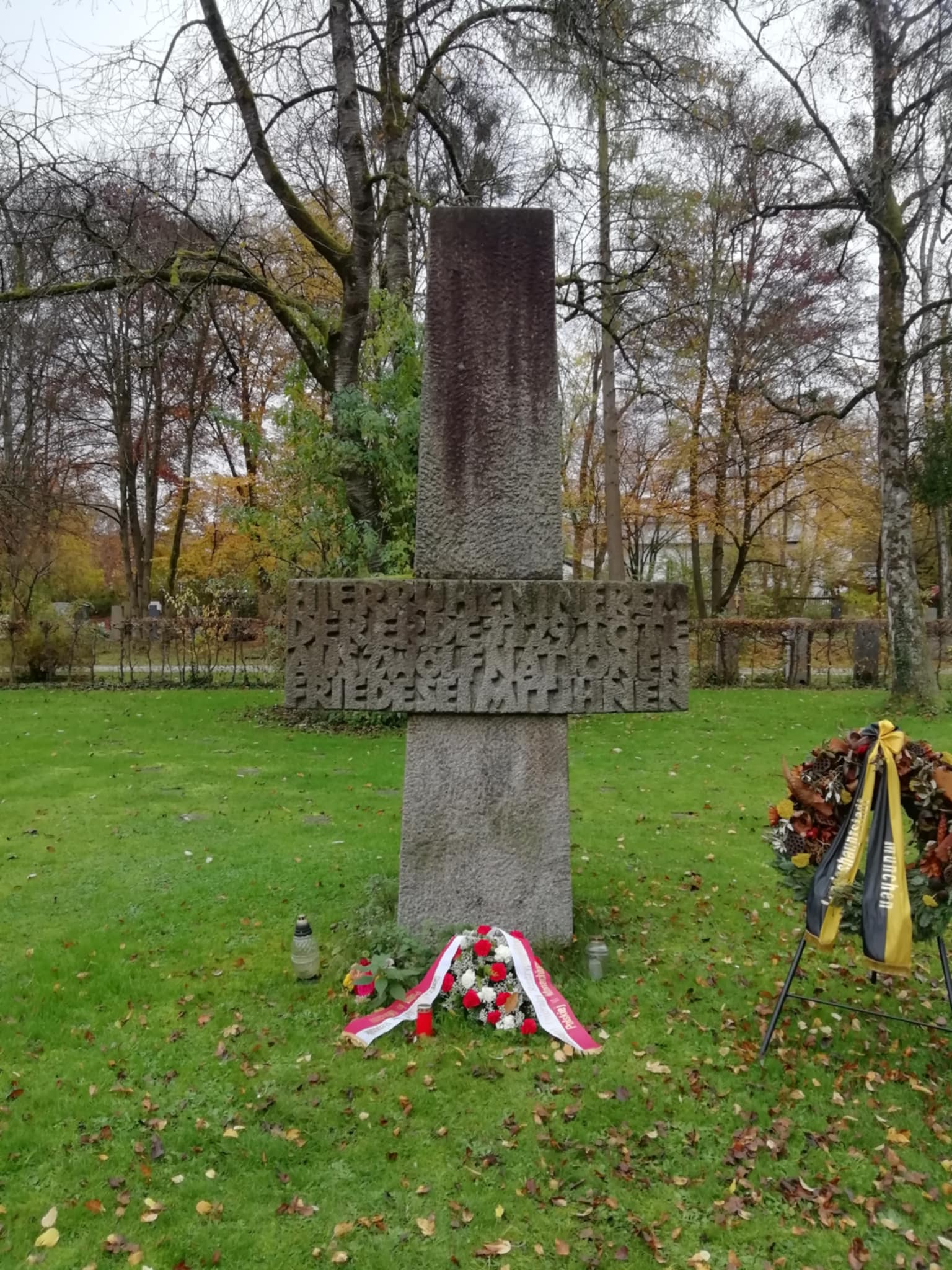
Hřbitov Perlacher Forst, Mnichov
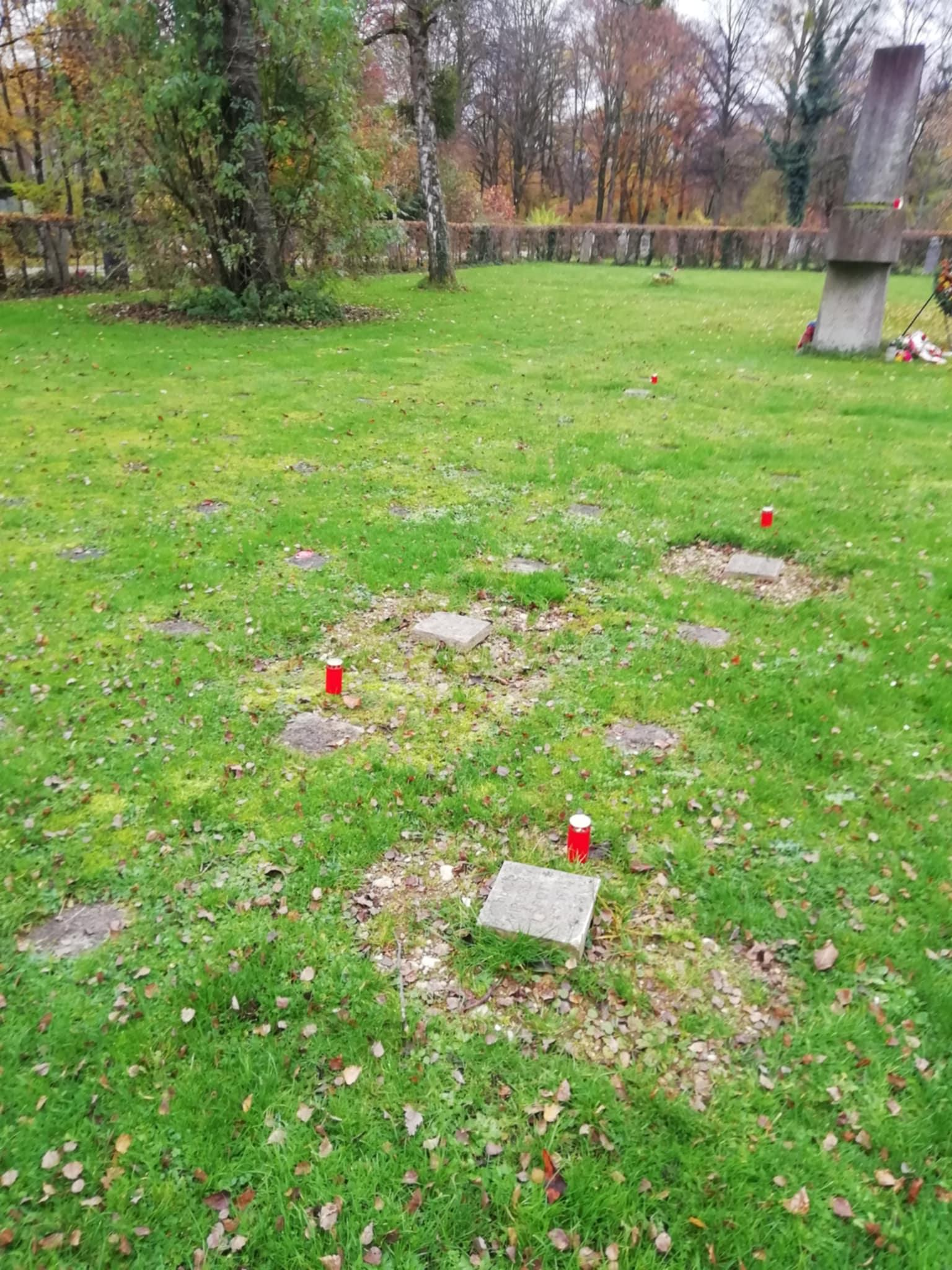
Hroby výsadků Iridium a Bronze, hřbitov Perlacher Forst, Mnichov
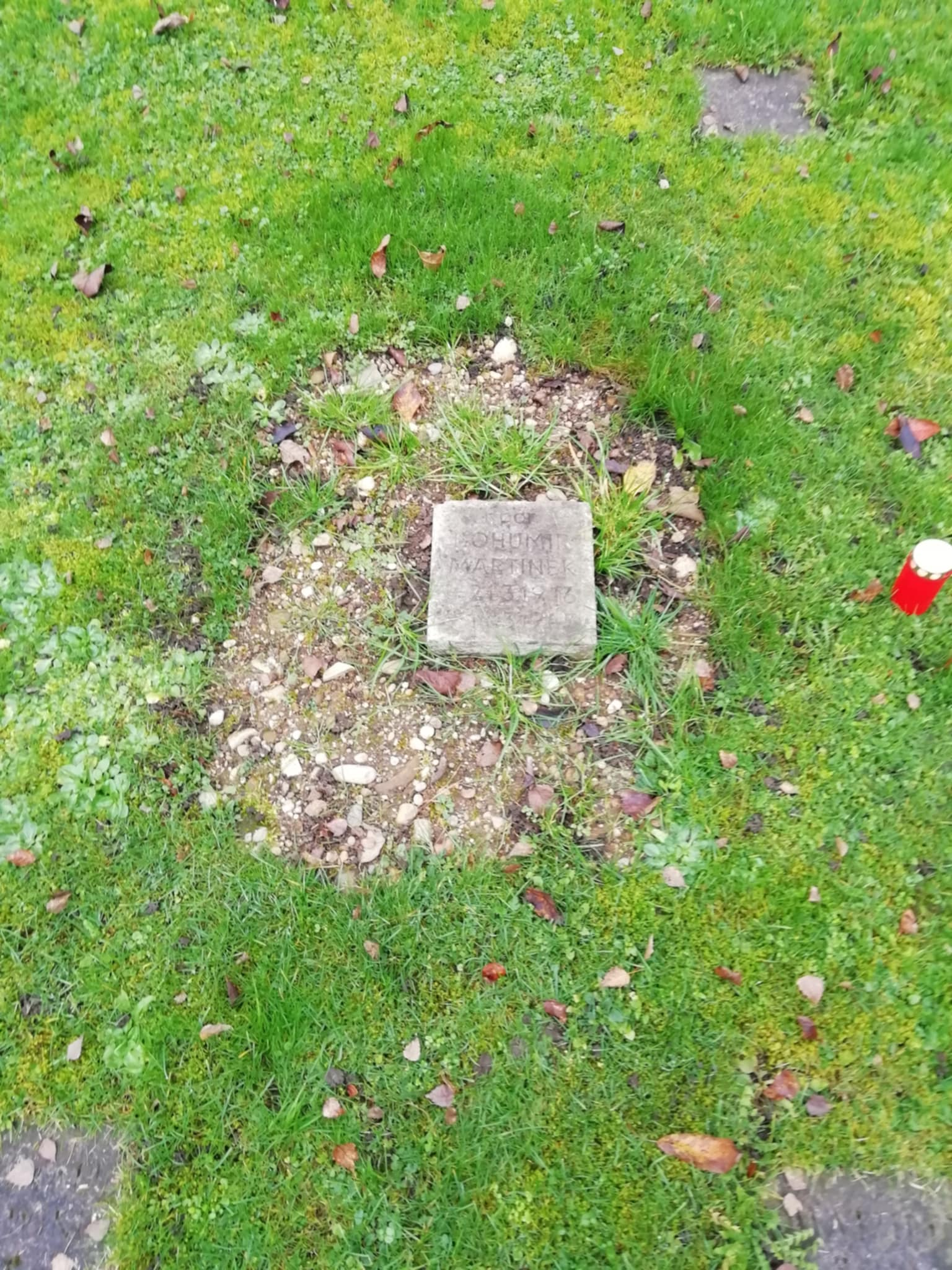
Hrob Bohumíra Martínka na hřbitově Perlacher Forst, Mnichov
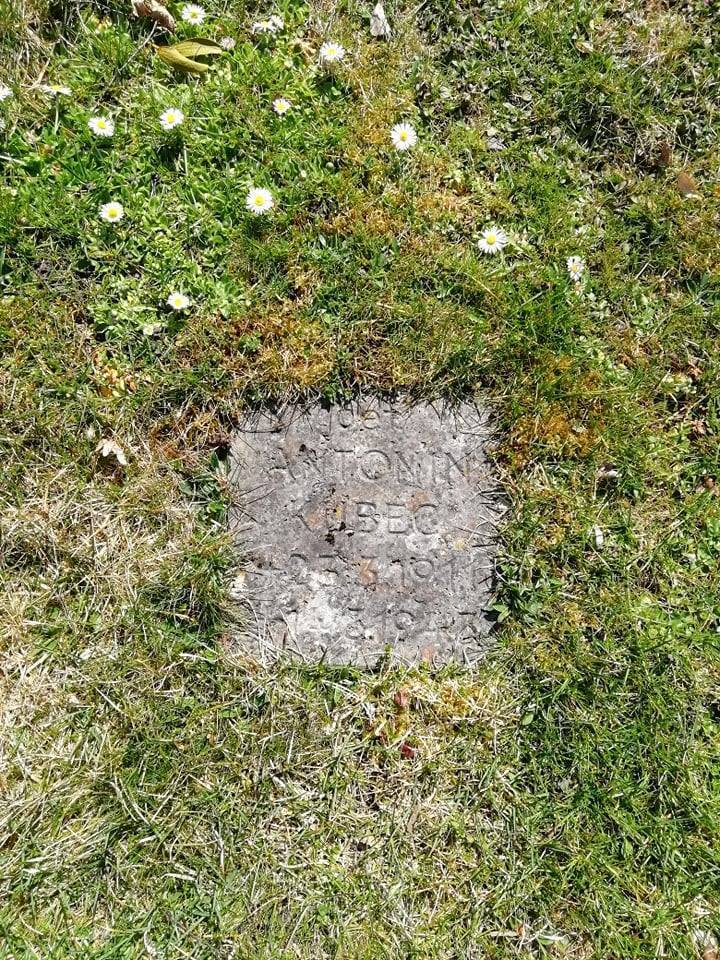
Hrob Antonína Kubce na hřbitově Perlacher Forst, Mnichov
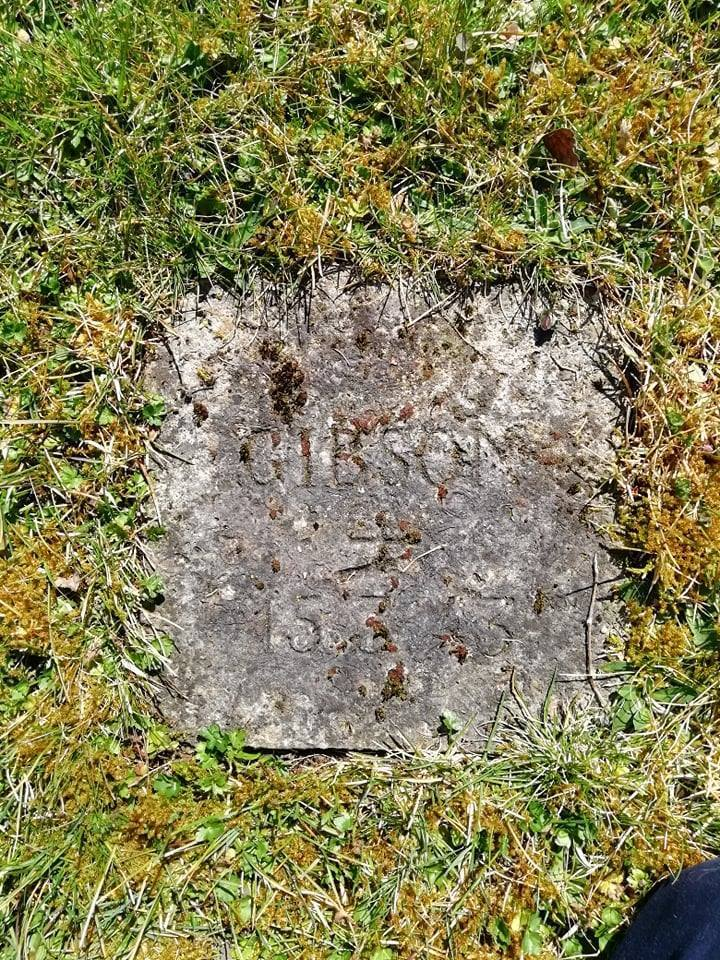
Hrob pilota RAF Christophera Francise Gibsona na hřbitově Perlacher Forst, Mnichov